# Mohácsi Jenő
Mohácsi Jenő, 1903-ig Klein Jenő, Mohács, 1886. március 28. – 1944. július 8.) író, drámaíró, költő, műfordító.

## Élete
Klein Bernát (1857–1921) borkereskedő és Armuth Hermin fia. Filozófiai és jogi tanulmányokat folytatott, majd jogi doktori végzettséget szerzett. Még egyetemi évei alatt Komjáthy Társaság néven irodalmi kört szervezett és részt vett a Tűz című folyóirat alapításában. 1908-ban újságírói pályára lépett, a Pester Lloydnál helyezkedett el.
A Nyugat 1926-os pályázatán díjat nyert Stella című novellájával. 1936-ban a Kisfaludy Társaság felvette tagjai közé. A Juda Halévy Társaság titkára, majd szintén titkára, 1942-től pedig alelnöke a Magyar Pen Clubnak. Tagja volt a lengyel–magyar kapcsolatok ápolását célul tűző Magyar Mickiewicz Társaságnak is.
Külföldi német folyóiratokban rendszeresen jelentek meg eredeti német nyelvű írásai, versei, továbbá jelentős energiát fordított klasszikus magyar színművek (pl. Vörösmarty Mihály: Csongor és Tünde, Madách Imre: Az ember tragédiája, Katona József: Bánk bán) nemzetközi megismertetésére, azzal is, hogy saját maga lefordította őket németre. Babits Mihály A gólyakalifa című regényét színpadra dolgozta át, de librettókat is írt Ábrahám Pál, Radnai Miklós, Siklós Albert, Szabados Béla és Zádor Jenő operáihoz és dalműveihez.
1944-ben, deportálás közben hunyt el, Békásmegyerről induló vonat lezárt vagonjában meghalt. A mohácsi városi könyvtár felvette a nevét.

## Művei
- Crescens (versek, Budapest, 1905)
- Hamu (dráma, 1908)

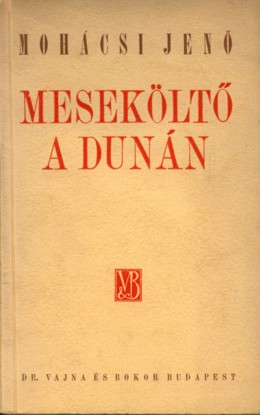
Meseköltő a Dunán c. elbeszéléskötet (Vajna és Bokor, Bp., 1941)

- Janus lelke (versek, Budapest, 1909)
- A fejedelmi hajó (dráma, 1912)
- A nap hőse (dráma, ?)
- Góliát (dráma, ?)
- Stella (novellák, 1928)
- Lidércke (regény Fráter Erzsébetről, Budapest, 1935)
- Madách und die Tragödie des Menschen (Voinovich Gézával, Budapest, 1935)
- Meseköltő a Dunán (elbeszélések, Budapest, 1941)
- Jehuda ha-Lévi: egy nagy költő élete és életműve (tanulmány, Budapest, 1941)
- Hegedű és koldusbot (regény Rózsavölgyi Márkról, Budapest, 1942)
- Gemma (regény Dante feleségéről, Budapest, 1944)

Operaszövegkönyv
- Etelka szíve (egyfelvonásos gyermek bibabó bábopera) (zene: Ábrahám Pál) (Premier: 1917. május, Budapesti Bábszínház)